# Wildflecken
Wildflecken è un comune tedesco di 3 229 abitanti, situato nel Land della Baviera. 
Nel suo territorio ha origine il fiume Sinn, affluente della Saale di Franconia.